# Pero giganteus
Pero giganteus là một loài bướm đêm trong họ Geometridae.